# Campionato ungherese di calcio a 5
Il campionato ungherese di calcio a 5 è la massima competizione ungherese di calcio a 5 organizzata dalla Federazione calcistica dell'Ungheria. Il massimo campionato, denominato attualmente "Nemzeti Bajnokság I", viene disputato dall'anno 1993. 

## Albo d'oro
- 1993:  Lőrinc (1)
- 1994:  Apenta Nestlé (1)
- 1995:  Lőrinc (2)
- 1995-1996:  Külker (1)
- 1996-1997:  Apenta Nestlé (2)
- 1997-1998:  Aramis (1)
- 1998-1999:  Külker (2)
- 1999-2000:  Aramis (2)
- 2000-2001:  Cső-Montage BFC (1)
- 2001-2002:  Cső-Montage BFC (2)

- 2002-2003:  Cső-Montage BFC (3)
- 2003-2004:  Rubeola (1)
- 2004-2005:  Aramis (3)
- 2005-2006:  Gödöllő (1)
- 2006-2007:  Gödöllő (2)
- 2007-2008:  MVFC (1)
- 2008-2009:  MVFC (2)
- 2009-2010:  Győri ETO (1)
- 2010-2011:  Győri ETO (2)
- 2011-2012:  Győri ETO (3)

- 2012-2013:  Győri ETO (4)
- 2013-2014:  MVFC (3)
- 2014-2015:  Győri ETO (5)
- 2015-2016:  Győri ETO (6)
- 2016-2017:  Győri ETO (7)
- 2017-2018:  Győri ETO (8)
- 2018-2019:  MVFC (4)
- 2019-2020: non assegnato[1]
- 2020-2021:  Haladás (1)
- 2021-2022 : Haladás (2)
- 2022-2023 : Haladás (3)
- 2023-2024 : Haladás (4)
- 2024-2025 : Veszprém (1)

## Supercoppa
| Stagione | Vincitore | Finalista     |
| -------- | --------- | ------------- |
| 2008     | MVFC      | Arrabona      |
| 2009     | MVFC      | Non disputata |
| 2010     | Győri ETO | Non disputata |
| 2011     | Győri ETO | Non disputata |
| 2012     | Győri ETO | MVFC          |
| 2013     | Győri ETO | Non disputata |
| 2014     | Győri ETO | MVFC          |
| 2015     | Győri ETO | Non disputata |
| 2016     | Győri ETO | Non disputata |
| 2017     | Győri ETO | Non disputata |